# Jennings Dog
Le Jennings Dog (littéralement: chien Jennings), aussi connu sous le nom de Duncombe Dog ou encore Chien d'Alcibiade, est une sculpture en marbre représentant un chien assis. Il pourrait s'agir d'un représentant de la race des chiens du pays des Molosses, en Épire. 
Cette œuvre trouvée à Rome reproduit peut-être, un bronze hellénistique. Il doit son nom à l'antiquaire britannique Henry Constantine Jennings (en) qui en fit l'acquisition à la fin des années 1750, et le transporta en Angleterre.
En 2001, le British Museum a fait un appel aux dons pour se porter acquéreur de la sculpture.